# Даян, Шмуэль
Шмуэ́ль Дая́н (Китайгородский) (ивр. שמואל דיין‎; 8 августа 1891, Жашков, Киевская губерния Российской империи — 11 августа 1968, Иерусалим) — политический деятель еврейского ишува в Палестине, а затем — Израиля. Деятель мошавного движения, один из основателей кибуца Дгания и мошава Нахалал, активист партии «Ха-Поэль ха-Цаир», а затем — МАПАЙ. Депутат трёх первых созывов кнессета, заместитель председателя кнессета 3-го созыва. Отец израильского военачальника Моше Даяна, дед политика Яэль Даян, режиссёра Аси Даяна, генерала Узи Даяна и поэта Йонатана Гефена.

## Биография
Родился 27 июля (8 августа) 1891 (по данным «Энциклопедии первопроходцев и строителей ишува» — 11 августа) в местечке Жашков Киевской губернии (ныне Черкасская область Украины) в семье раввина Аврума Китайгородского. Рано присоединился к сионистскому движению и уже в 1908 году переехал в Палестину. В Палестине был сельскохозяйственным рабочим в Петах-Тикве, Реховоте и Хадере, Явнеэле и кибуце Кинерет с 1908 по 1911 годы. В конце десятилетия стал одним из основателей кибуца Дгания в Галилее и присоединился к движению «Ха-Поэль ха-Цаир». В 1914 году женился на Дворе Затловской, приехавшей в Палестину, как и сам Китайгородский, из России за год до этого.
В годы Первой мировой войны Даян вместе с другими членами кибуца участвовал в кампании помощи евреям, переселяемым турецкими властями из прибрежных районов Палестины в Тверию, Верхнюю Галилею и Дамаск. После войны он примкнул к мошавному движению, расходившемуся с кибуцным в вопросах личной независимости и семьи. В 1921 году Даян вместе с единомышленниками основал Нахалал — первый мошав в Палестине.
Когда партия «Ха-Поэль ха-Цаир» влилась в состав новой партии МАПАЙ, Даян также стал её членом и был избран в её центральный комитет. В качестве представителя Палестины он участвовал в пяти сионистских конгрессах — 16-м и с 19-го по 22-й. Был избран членом Исполнительного комитета Всемирной сионистской организации. В составе миссий Еврейского национального фонда и Гистадрута Даян работал в Польше (в 1929 году) и в США.
После основания Государства Израиль Даян был избран в кнессет 1-го созыва в составе фракции МАПАЙ. Он избирался также в следующие два созыва кнессета, где работал в составе комиссии кнессета и финансовой комиссии. В кнессете 3-го созыва Даян занимал пост заместителя спикера. В целом он провёл в кнессете больше десяти лет — с февраля 1949 по ноябрь 1959 года.
Шмуэль Даян скончался в больнице «Хадасса» в Иерусалиме 11 августа 1968 года. Похоронен в мошаве Нахалал. От Дворы Даян у него было трое детей: сыновья Моше (будущий начальник Генерального штаба АОИ и министр обороны Израиля) и Зоар (Зорик) и дочь Авива, в замужестве Гефен. Шмуэль Даян — дед ряда известных израильских культурных и политических деятелей, включая генерала и функционера партии «Ликуд» Узи Даяна, политика Яэль Даян, скульптора Уди Даяна, режиссёра и актёра Аси Даяна и поэта-песенника Йонатана Гефена. Правнуком Шмуэля Даяна является культовый израильский рок-певец Авив Гефен.